# Katicáék csemegéje
A Katicáék csemegéje a Vízipók-csodapók című rajzfilmsorozat második évadának negyedik epizódja. A forgatókönyvet Kertész György írta.

## Cselekmény
Vízipók vendégségbe indul Keresztes barátjához, de odaérve szembesül, hogy hátra van még a virágfotelek beszerzése a kényes vendégkisasszonyok számára. A pókok pontosan tudják, hol találhatóak a legpompásabb virágok, mégis váratlan akadályba ütköznek.

## Alkotók
- Rendezte és tervezte: Szabó Szabolcs, Haui József
- Írta: Kertész György
- Dramaturg: Bálint Ágnes
- Zenéjét szerezte: Pethő Zsolt
- Operatőr: Polyák Sándor
- Segédoperatőr: Pethes Zsolt
- Hangmérnök: Bársony Péter
- Hangasszisztens: Zsebényi Béla
- Vágó: Czipauer János
- Háttér: Molnár Péter
- Rajzolták: Haui József, Kricskovics Zsuzsa, Liliom Károly, Vágó Sándor, Váry Ágnes
- Kihúzók és kifestők: Gaál Erika, Major Andrásné
- Színes technika: György Erzsébet
- Gyártásvezető: Vécsy Veronika
- Produkciós vezető: Mikulás Ferenc

Készítette a Magyar Televízió megbízásából a Pannónia Filmstúdió és a Kecskeméti Filmstúdió

## Szereplők
- Vízipók: Pathó István
- Keresztespók: Harkányi Endre
- Katicáék: Benkő Márta, Gyurkovics Zsuzsa
- Méhecske: Szűr Mari
- Mimi (sárga virágpók): Paraszkai Erika
- Kri (kék virágpók): Némedi Mari
- Vízibolhák: ?